# Tretåiga sandspringråttor
Tretåiga sandspringråttor (Stylodipus) är ett släkte av däggdjur. Stylodipus ingår i familjen springråttor.

## Utseende
Arterna når en kroppslängd (huvud och bål) av 10 till 13 cm, en svanslängd av 13 till 16 cm och en vikt mellan 60 och 70 g. Liksom hos andra springråttor är bakfötterna med 4,5 till 6 cm längd rätt stora. Som det svenska trivialnamnet antyder har bakfötterna tre tår. Tårnas undersida är täckt med hår. Tretåiga sandspringråttor har vita framtänder med rännor.
Pälsen på ovansidan är brun till sandfärgade med några svarta hår. Vid kroppssidan är håren vit och brun medan buken är helt vit. Håren vid svansens slut är något längre än vid roten men de bildar ingen tydlig tofs.

## Utbredning och habitat
Tretåiga sandspringråttor förekommer i östra Europa och centrala Asien från Ukraina över Mongoliet till norra Kina. Habitatet utgörs främst av stäpper och halvöknar. Ibland syns individerna på odlad mark eller i öppna skogar.

## Ekologi
Dessa gnagare bygger underjordiska bon. Enkla korta gångar används bara några få dagar och komplexa tunnelsysten används flera månader. Tunnlarna kan vara över 2 m långa och ligger 20 till 70 cm under markytan. Individerna är aktiva på natten och livnär sig av frön, unga växtskott och underjordiska växtdelar. De håller från september/oktober till mars vinterdvala.
Individer av samma kön har avgränsade revir men territorier av individer från olika kön kan överlappas. Honor har troligen bara en kull per år med två till åtta ungar.

## Systematik
Kladogram enligt Catalogue of Life och Wilson & Reeder (2005):
| Stylodipus | \| \| Stylodipus andrewsi \| \| \| \| \| \| Stylodipus sungorus \| \| \| \| \| \| Stylodipus telum \| \| \| \| |
|            | \| \| Stylodipus andrewsi \| \| \| \| \| \| Stylodipus sungorus \| \| \| \| \| \| Stylodipus telum \| \| \| \| |
|            | Hästspringråttor                                                                                               |
|            | |
|            | Allactodipus                                                                                                   |
|            | |
|            | Cardiocranius                                                                                                  |
|            | |
|            | Dipus |
|            | |
|            | Eozapus |
|            | |
|            | Eremodipus |
|            | |
|            | Euchoreutes |
|            | |
|            | Ökenspringråttor                                                                                               |
|            | |
|            | Napaeozapus |
|            | |
|            | Paradipus |
|            | |
|            | fettsvansade springråttor                                                                                      |
|            | |
|            | Salpingotus |
|            | |
|            | Buskmöss |
|            | |
|            | Zapus |
|            | |
|            | Stylodipus andrewsi                                                                                            |
|            | |
|            | Stylodipus sungorus                                                                                            |
|            | |
|            | Stylodipus telum                                                                                               |
|            | |

|  | Stylodipus andrewsi |
|  |                     |
|  | Stylodipus sungorus |
|  |                     |
|  | Stylodipus telum    |
|  |                     |